# Ocean Man 69B
Ocean Man 69B är ett reservat i Kanada.   Det ligger i provinsen Saskatchewan, i den sydöstra delen av landet, 2 100 km väster om huvudstaden Ottawa.
Trakten runt Ocean Man 69B består till största delen av jordbruksmark. Trakten runt Ocean Man 69B är nära nog obefolkad, med mindre än två invånare per kvadratkilometer.